# Anaea lineata
Anaea lineata är en fjärilsart som beskrevs av Osbert Salvin 1869. Anaea lineata ingår i släktet Anaea och familjen praktfjärilar. Inga underarter finns listade i Catalogue of Life.